# Brooweena
Brooweena ist ein Ort in Australien.
Brooweena liegt in der LGA Fraser Coast Region im Gebiet Wide Bay-Burnett von Queensland, 268 Kilometer nordwestlich von Brisbane und rund 40 Kilometer westlich von Maryborough. Die Volkszählung 2021 zählte 91 Personen für den Ort. Zehn Jahre vorher hatte Brooweena mit 263 Bewohnern noch knapp dreimal so viele Einwohner.
Den Namen Brooweena bekam der Ort im Jahr 1890. Er bedeutet in der Sprache der einheimischen Aborigines entweder „Krebse“ oder „Krabben“. Die erste vorläufige Schule wurde 1904 eröffnet und vier Jahre später zu einer staatlichen Schule ausgebaut.

## Sehenswürdigkeiten
Zu den Sehenswürdigkeiten zählen das Brooweena Historical Village Museum mit einer Sammlung von zwölf historischen Gebäuden, die War Memorial Bridge und das Brooweena War Memorial.
Der kleine Woocoo-Nationalpark liegt gut sechs Kilometer südöstlich von Brooweena.